# Kaple Nejsvětějšího srdce Ježíšova (Dlouhá Louka)
Kaple Nejsvětějšího srdce Ježíšova (někdy se uvádí rovněž zasvěcení svatému Janu Křtiteli) na Dlouhé Louce, asi šest kilometrů od severočeského Oseka, je mladá sakrální stavba, vybudovaná v novobarokním slohu v letech 1908–1910.

## Historie

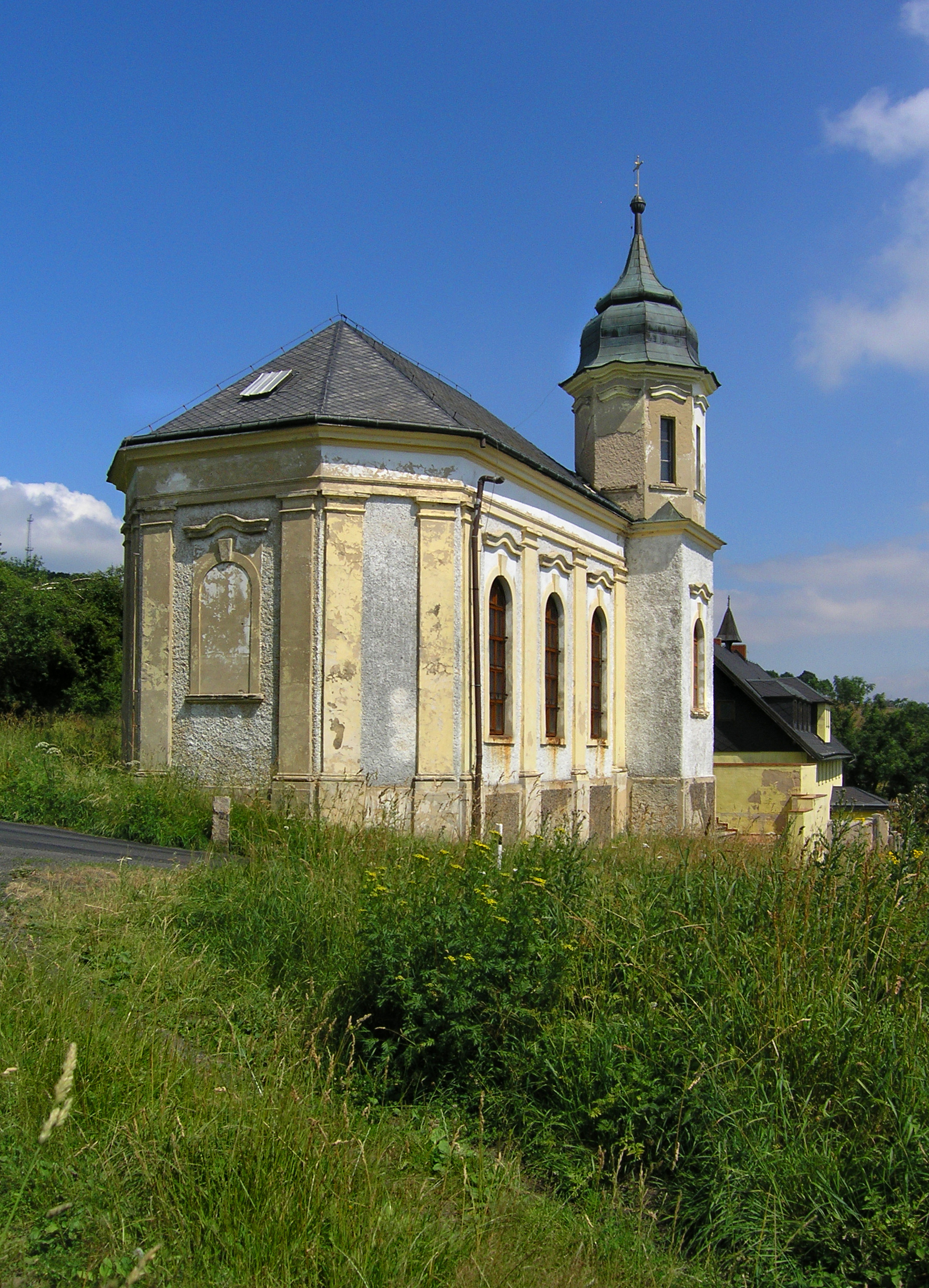
Závěr kaple Nejsvětějšího srdce Ježíšova

Před výstavbou kaple docházeli věřící z Dlouhé Louky na bohoslužby buď do Oseka, nebo do Flájí. Výstavba kaple byla realizována v letech 1908–1910 firmou Antona Bruchnera z Oseka. Ke slavnostnímu vysvěcení došlo 15. srpna 1910. Bohoslužby zde bývaly zhruba do poloviny 20. století. V 90. letech 20. století byla kaple opravena péčí tehdejšího opata oseckého kláštera, Bernharda Thebese (opat sám, původní profesí zedník, zde vyzdil nový oltář). V současné době je kaple uzavřena, bývá zde poutní bohoslužba jednou ročně.

## Architektonická podoba
Kaple je obdélná stavba, orientovaná přibližně k západu. Loď má tři okenní osy, presbytář je trojboce uzavřen. V jihovýchodním nároží se nachází nízká věž, nad úrovní ostatní stavby osmihranná. Kaple je od 90. let 20. století krytou chodbou propojena s protější budovou.